# Meringopus pamirensis
Meringopus pamirensis är en stekelart som först beskrevs av Maljavin 1965.  Meringopus pamirensis ingår i släktet Meringopus och familjen brokparasitsteklar. Inga underarter finns listade i Catalogue of Life.